# Jan Hendrik Scheltema

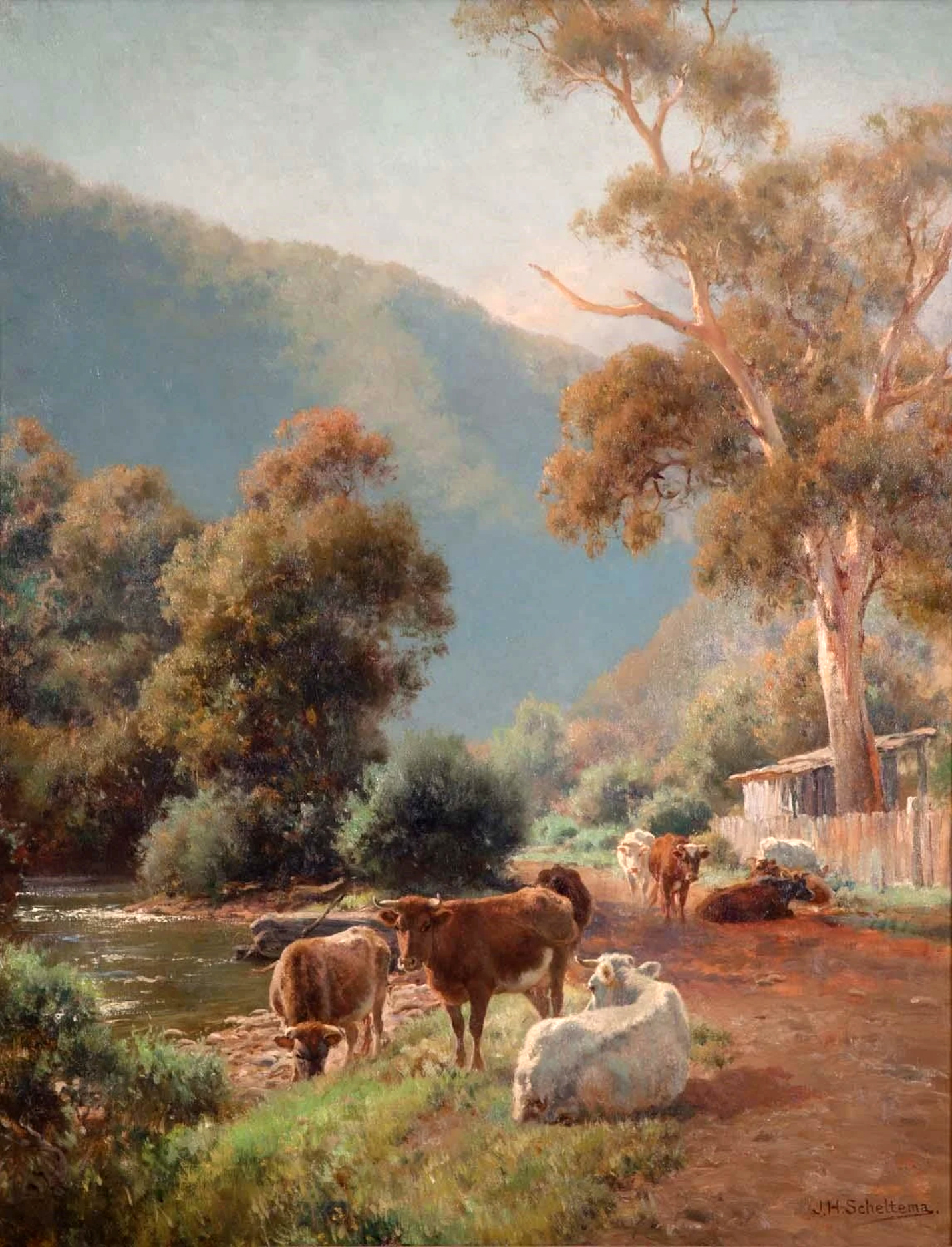
Rinder am Fluss

Jan Hendrik Scheltema (* 23. August 1861 in Den Haag; † 9. Dezember 1941 in Brisbane) war ein in Australien tätiger niederländischer Tier-, Landschafts- und Porträtmaler.
Scheltema wurde in Den Haag als Sohn des Infanteriemajors Nicolaas Scheltema und Anna Maria Scharp geboren. Sein Vater wurde später zum Oberstleutnant befördert und nach seiner Pensionierung 1872 zum Milizkommissar in Rotterdam ernannt. 1876 ließ sich sein Vater in Gouda nieder.
Scheltema hatte ab 1879 etwa ein Jahr lang Zeichen- und Malunterricht beim Maler Johannes Jacobus Bertelman (1821–1899) aus Gouda. Anschließend studierte er zwischen 1880 und 1882 an der Koninklijke Academie van Beeldende Kunsten in Den Haag. Er setzte das Studium an der Koninklijke Academie voor Schone Kunsten van Antwerpen unter der Direktion von Charles Verlat fort. Scheltema erhielt von 1880 bis 1884 ein Stipendium von König Willem III. von den Niederlanden.
Nach dem Studium wurde Scheltema hauptsächlich als Porträtmaler tätig.
1888 wanderte er nach Australien aus. Dort widmete er sich der Landschafts- und Tiermalerei nach dem Vorbild von Charles Verlat. Er ließ sich zuerst in Melbourne nieder und wurde Mitglied von Victorian Artists’ Society. Ab 1889 wurde er Mitarbeiter des aus Italien stammenden Landschaftsmalers Charles Rolando (1844–1893). Er ergänzte Rolandos Landschaften mit den Gestalten von Rindern und anderen Tieren. Nach Rolandos Tod übernahm er den Unterricht seiner Schüler.
Am 16. Februar 1917 heiratete Scheltema Edith Bailey Smith (1876–1947). Danach verbrachte das Ehepaar ein Jahr in Brisbane, kehrte dann nach Melbourne zurück.
Scheltema reiste zweimal nach Europa. In den Jahren 1898–1899 besuchte er seine Heimat Holland und Italien, Belgien, die Schweiz und Tunesien. 1910 verbrachte er auch einige Zeit in Frankreich, Schottland, England und den Niederlanden. Die in Europa geschaffenen Gemälde zeigte er auf australischen Kunstausstellungen.
Scheltema wurde 1935 als Australier eingebürgert.